# 小松市立苗代小学校
小松市立苗代小学校（こまつしりつ のしろしょうがっこう）は、石川県小松市北浅井町にある公立小学校。

## 沿革
- 1949年（昭和24年）4月1日 - 敷地内に小松市立松陽中学校を併設（1951年まで）。

## 通学区域
- 小松市 扇町、北浅井町、清六町、千木野町、大領町、不動島町、三田町、南浅井町、吉竹町（鹿町を除く）

卒業生は基本的に小松市立松陽中学校に進学する。

## 周辺
一帯は田園地帯。
- 南加賀公設地方卸売市場

## 交通
- JR西日本小松駅から南東へ1.6km
- 石川県道22号金沢小松線沿い

かつては小松バス木場線が走っており、小学校前にもバス停があったが、現在は公共交通での連絡は無い。